# Santo António (São Tomé)
Santo António é uma aldeia de São Tomé e Príncipe, localiza-se no Distrito de Caué, ilha de São Tomé, próxima às localidades de Wily, São João e de Jou.